# Anisodes contrariata
Anisodes contrariata är en fjärilsart som beskrevs av Walker 1861. Anisodes contrariata ingår i släktet Anisodes och familjen mätare. Inga underarter finns listade i Catalogue of Life.